# Gieorgij Abramow
Gieorgij Andriejewicz Abramow (ros. Георгий Андреевич Абрамов, ur. 30 marca?/12 kwietnia 1903 w Moskwie, zm. 1 listopada 1966 tamże) – radziecki śpiewak, Zasłużony Artysta RFSRR (1944). 

## Życiorys
Absolwent technikum muzycznego w Moskwie (1931). W latach 1931–1966 solista Wszechzwiązkowego Radia. Często koncertował, był wykonawcą pieśni kompozytorów radzieckich. W latach 1954–1956 był wykładowcą w Moskiewskim Muzycznym Instytucie Pedagogicznym im. Gniesinych . Odznaczony medalami „Za obronę Moskwy”, „Za dzielną pracę w Wielkiej Wojnie Ojczyźnianej 1941–1945”, „Na pamiątkę 800-lecia Moskwy”. Pochowany został na Cmentarzu Wagańkowskim w Moskwie.